# Przedstawiciele Stolicy Apostolskiej przy ONZ

Przedstawiciele Stolicy Apostolskiej przy ONZ – duchowni katoliccy reprezentujący Państwo Watykańskie przy Organizacji Narodów Zjednoczonych. Ze względu na to, iż Watykan nie posiada pełnego członkostwa w Organizacji Narodów Zjednoczonych, przedstawiciel dyplomatyczny – nuncjusz – Stolicy Apostolskiej ma rangę Stałego Obserwatora. Urząd ten utworzono w roku 1964. Duchowni sprawujący funkcję Stałego Obserwatora Stolicy Apostolskiej posiadają zwykle godność arcybiskupa tytularnego jednego z miast włoskich. Stolica Apostolska posiada przedstawicielstwa dyplomatyczne przy siedzibie głównej Organizacji Narodów Zjednoczonych w Nowym Jorku, jak również przy europejskiej siedzibie ONZ w Genewie.

## Stali Obserwatorzy Stolicy Apostolskiej przy ONZ
| lp. | lata                                   | stały obserwator           | kraj pochodzenia |
| --- | -------------------------------------- | -------------------------- | ---------------- |
| 1   | 1964 – 1973                            | prałat Alberto Giovannetti | Włochy           |
| 2   | 25 lipca 1973 – 18 września 1986       | Giovanni Cheli             | Włochy           |
| 3   | 3 grudnia 1986 – 1 października 2002   | Renato Raffaele Martino    | Włochy           |
| 4   | 30 października 2002 – 30 czerwca 2010 | Celestino Migliore         | Włochy           |
| 5   | 17 lipca 2010 - 1 lipca 2014           | Francis Chullikatt         | Indie            |
| 6   | 1 lipca 2014 – 1 października 2019     | Bernardito Auza            | Filipiny         |
| 7   | od 16 listopada 2019                   | Gabriele Caccia            | Włochy           |

## Stali Obserwatorzy Stolicy Apostolskiej przy ONZ w Genewie
| lp. | lata                             | stały obserwator           | kraj pochodzenia |
| --- | -------------------------------- | -------------------------- | ---------------- |
| 1   | 1967 – 1971                      | prałat Henri de Rietmatten | Szwajcaria       |
| 2   | 1971 – 15 maja 1978              | Silvio Luoni               | Włochy           |
| 3   | 1978 – 1980                      | Jean Rupp                  | Francja          |
| 4   | 7 marca 1981 – 26 stycznia 1985  | Edoardo Rovida             | Włochy           |
| 5   | 3 marca 1985 – 30 listopada 1991 | Justo Mullor García        | Hiszpania        |
| 6   | 1991 – 1995                      | Paul Fouad Tabet           | Liban            |
| 7   | 1997 – 27 grudnia 2000           | Giuseppe Bertello          | Włochy           |
| 8   | 17 stycznia 2001 – 3 marca 2003  | Diarmuid Martin            | Irlandia         |
| 9   | 10 czerwca 2003 – 13 lutego 2016 | Silvano Tomasi, CS         | Włochy           |
| 10  | 13 lutego 2016 – 5 czerwca 2021  | Ivan Jurkovič              | Słowenia         |
| 11  | 17 grudnia 2021 – 15 marca 2023  | Fortunatus Nwachukwu       | Nigeria          |
| 12  | od 21 czerwca 2023               | Ettore Balestrero          | Włochy           |